# Brooks & Dunn
Brooks & Dunn sono stati un duo statunitense di musica country, composto da Kix Brooks e Ronnie Dunn. Sia Brooks che Dunn hanno avuto una carriera da cantautori solisti prima della formazione del gruppo.

Come duo hanno debuttato nel 1991 e da allora hanno vinto il Vocal Duo Award della Country Music Association dal 1992 al 2005, eccetto nel 2000, così come l'Album of the Year nel 1994 e l'Entertainer of the Year del 1996.
Il duo ha vinto in totale 19 premi CMA.
Suonarono anche musica per balli in linea (le line dances). Uno dei loro maggiori successi nelle line dances è "Boot Scootin' Boogie".
Il 10 agosto 2009, Brooks & Dunn hanno annunciato che si sarebbero divisi tramite questa dichiarazione sul loro sito web: "Dopo 20 anni di musica e aver fatto questo percorso insieme, ci siamo concordati come duo che è il momento di chiudere la nostra carriera. Questo percorso è stato molto più di quanto avremmo mai potuto sognare .... Lo dobbiamo a tutti voi, voi fan. È giunto il giorno. Rilasceremo "#1's and Then Some" l'8 settembre 2010 e vi saluteremo per l'ultima volta nel 2010, con The Last Rodeo Tour."

## Il duo
- Ronnie Dunn - nato a Coleman, Texas, è attualmente nella Oklahoma Hall of Fame. Dal 2000, ha vinto 17 premi BMI.
- Kix Brooks - è nato a Shreveport, Louisiana il 12 maggio, 1955. Dal 2000, ha vinto 6 premi BMI. Dal gennaio 2006 Kix Brooks è il nuovo conduttore della (ACC Top 40), un famoso programma radiofonico precedentemente presentato da Bob Kingsley.

## Membri della band
- Lou Toomey - chitarra
- Terry McBride - basso
- Dwain Rowe - tastiere
- Tony King - chitarra, voce di accompagnamento
- Jimmy Stewart - violino, chitarra acustica
- Gary Morse - steel guitar
- Trey Gray - batteria

## Discografia

### Album
- 1991 – Brand New Man
- 1993 – Hard Workin' Man
- 1994 – Waitin' on Sundown
- 1996 – Borderline
- 1998 – If You See Her
- 1999 – Tight Rope
- 2001 – Steers & Stripes
- 2003 – Red Dirt Road
- 2005 – Hillbilly Deluxe
- 2007 – Cowboy Town
- 2019 - Reboot
- 2024 - Reboot II

### Raccolte
- 1997 – The Greatest Hits Collection
- 1999 – Super Hits
- 2002 – It Won't Be Christmas Without You
- 2004 – The Greatest Hits Collection II
- 2008 – Playlist: The Very Best of Brooks & Dunn
- 2009 - #1s… and Then Some

## Singoli
- 1992 "Boot Scootin' Boogie" US #50
- 1994 "Rock My World (Little Country Girl)" US #97
- 1996 "My Maria" US #79
- 1998 "Husbands and Wives" US #36
- 1999 "I Can't Get over You" US #51
- 1999 "Missing You" US #75
- 2000 "Beer Thirty" US #94
- 2000 "You'll Always Be Loved by Me" US #55
- 2001 "Ain't Nothin' 'bout You" US #25
- 2001 "Only in America" US #33
- 2001 "The Long Goodbye/Go West" US #39
- 2002 "Every River" US #75
- 2002 "My Heart Is Lost to You" US #48
- 2003 "Red Dirt Road" US #25
- 2004 "That's What It's All About" US #38
- 2004 "That's What She Gets for Loving Me" US #53
- 2004 "You Can't Take the Honky Tonk out of the Girl" US #39
- 2005 "It's Getting Better All the Time" US #56
- 2005 "Play Something Country" US #37
- 2005 "Believe" US #21
- 2007 "Proud of the house we build"